# 木通科
木通科包括8-9属约30-50种植物，主要分布在亚洲东部，从喜马拉雅山区到日本一带，有两属原生于南美洲智利和阿根廷一带。中国有6-7属40余种，主要分布在长江以南各省。臺灣有2屬4種。
本科植物主要为木质藤本，也有直立的灌木，叶互生，主要为掌状复叶，也有羽状复叶，有托叶；花辐射对称，单性，花瓣6，雄蕊6，果实为肉质的蓇葖果或浆果，沿腹缝开裂或不裂。
木通科的木通(古称三叶木通)、毛茛科的川木通和马兜铃科的关木通都统称为木通。关木通，而据考证，“此木通非彼木通”。如今市场常见、临床常用的关木通与《神农本草经》等古籍中所记载的木通虽同名为“木通”，但并非一物。关木通属马兜铃科，其所含马兜铃酸经研究证明可能引起人体肾脏损害，属“有毒”类中药。而《神农本草经》中所记载的木通为木通科的木通，其性无毒。

## 下属分类
本科包括以下属：
- 木通属 Akebia Decne.
- 长萼木通属 Archakebia C. Y. Wu, T.C.Chen & H.N.Qin（有的分类学家将其列入八月瓜属）
- 避役藤属 Boquila Decne., 1837
- 猫儿屎属 Decaisnea Hook.f. & Thomson
- 八月瓜属 Holboellia Wall.
- Kajanthus M.M.Mendes, G.W.Grimm, J.Pais & E.M.Friis, 2014
  - Kajanthus lusitanicus[1]
- 酒杯藤属 Lardizabala Ruiz & Pav., 1794
- 大血藤属 Sargentodoxa Rehder & E. H. Wilson（有的分类学家将其单独分为一科 Sargentodoxaceae）
- 串果藤属 Sinofranchetia (Diels) Hemsl.
- 野木瓜属 Stauntonia DC.